# Oskar Maria Graf
Oskar Maria Graf (n. 22 iulie 1894 - d. 28 iunie 1967) a fost un scriitor german.
A participat la evenimentele care au culminat cu crearea Republicii de la Weimar.
În 1938 se stabilește în SUA.

## Scrieri
- 1925: Cronica de la Flechting ("Die Chronik von Flechting"), inspirata din viața țăranilor bavarezi
- 1927: Decameronul bavarez ("Bayrisches Dekameron"), povestiri
- 1929: Povești din calendar ("Kalendergeschichten")
- 1936: Prăpastia ("Der Abgrund"), roman
- 1937: Anton Sittiger.